# Rometsch

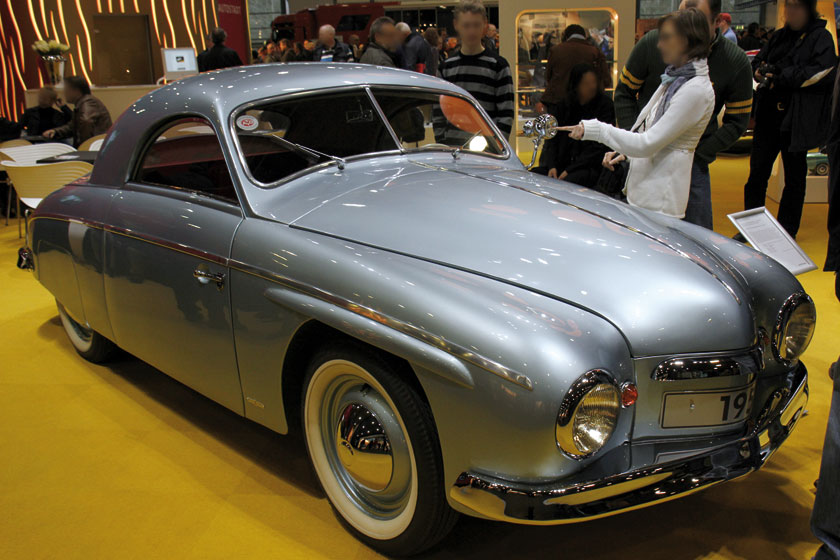
Rometsch Beeskow Coupe 1951.

Karosserie Friedrich Rometsch var en tysk karossmakare med verksamhet i stadsdelen Halensee i Berlin.
Företaget startades 1924 och kom främst att bygga taxibilar på Opel-chassin. Efter andra världskriget tog Rometsch fram en fyrdörrars taxikaross till Volkswagen Typ 1.
Från 1950 byggde Rometsch en sportbil baserad på Volkswagen Typ 1, med coupé- eller cabriolet-kaross ritad av Johannes Beeskow. 1957 kom en uppdaterad kaross ritad av Bert Lawrence. Tillverkningen upphörde 1961 sedan uppförandet av Berlinmuren avskurit Rometsch från sina skickligaste yrkesarbetare. Företaget fortsatte att reparera karosser och byggde mot slutet även ambulanser innan verksamheten upphörde år 2000.